# Gianluca Limone
Gianluca Limone (Roma, 2 luglio 1960) è un ex rugbista a 15 italiano.

## Biografia
Militante nel Rugby Roma, fu tra i più giovani esordienti della Nazionale italiana: l'allora C.T. Pierre Villepreux lo fece debuttare a Brescia il 16 maggio 1979, a 19 anni non ancora compiuti, contro l'Inghilterra U-23 capitanata da Clive Woodward, per quello che fu il primo risultato positivo contro una compagine nazionale inglese, 6-6; a settembre giunse anche il primo test match, contro il Marocco in Coppa Europa.
In tour nel 1980 nel Pacifico, fu in campo contro gli Junior All Blacks; nel maggio 1982, a Padova, fu presente all'incontro in cui l'Italia batté per la prima volta una selezione inglese, di nuovo l'Under-23 capitanata da Rory Underwood, sconfitta per 12-7. Disputò il suo ultimo incontro internazionale nel 1983 a Kiev contro l'Unione Sovietica.